# چبینیک
چبینیک (به لاتین: Trzebienice) یک سکونتگاه مسکونی در لهستان است که در Gmina Gołcza واقع شده‌است.

## خصوصیات
چبینیک ۲۸۰ نفر جمعیت دارد.